# Ringo's Rotogravure
| 전문가 평가                    | 전문가 평가 |
| 평가 점수                      | 평가 점수   |
| 출처                           | 점수        |
| ------------------------------ | ----------- |
| AllMusic                       | [ 1 ]       |
| Christgau's Record Guide       | C           |
| Encyclopedia of Popular Music  | [ 3 ]       |
| The Essential Rock Discography | 5/10        |
| MusicHound                     | 2/5         |
| The Rolling Stone Album Guide  | [ 6 ]       |

《Ringo's Rotogravure》는 1976년에 발매된 링고 스타의 다섯 번째 스튜디오 음반이다. 이 프로젝트는 1980년 존 레논이 살해되기 전 네 명의 전 비틀즈의 적극적인 참여를 특징으로 한 마지막 프로젝트였고, 1970년 해체된 밴드의 두 번째 프로젝트(1973년부터 《Ringo》와 함께) EMI와의 계약이 끝난 후, 스타는 전 세계 폴리도르 레코드와 계약을 맺었다(애틀랜틱 레코드는 미국 유통을 다룬다).

## 배경 및 녹음
1975년 12월, 미국의 ABC 레코드가 비틀즈 출신 링고 스타와 5년짜리 5백만 달러 상당의 음반 계약을 체결할 것이라는 보도가 나왔다. 그러나 1976년 1월 26일, EMI와의 녹음 계약이 종료되자, 그는 3월 10일 애틀랜틱 레코드와 영국의 폴리도르 레코드와 계약을 맺었다. 계약에서 언급했듯이, 스타는 5년 안에 7개의 음반을 낼 것으로 예상되었고, 첫 번째 음반은 6월에 발매될 예정이다. 스타의 원래 의도는 음반사를 바꾸기 전에 리처드 페리가 음반을 제작하도록 하는 것이었다. 스타는 "우리가 다른 레이블에 도전하고 있었기 때문에, 우리는 다른 프로듀서에 도전할 것이다"라고 생각했다. 애틀랜틱은 스타에게 당시 레이블의 사내 프로듀서였던 아리프 마르딘과 함께 일하자고 제안했다. 마르딘은 런던에서 스타를 만나 그들이 어떤 사이였는지 보고, 그 만남에 기뻐하며 스타에게 그와 함께 일하면 행복할 것이라고 말했다. 스타의 의도는 그의 친구들이 그곳에 있는 것처럼 로스앤젤레스에서 일하는 것이었다.
스타는 친구들에게 곡을 쓰고 녹음에서 공연하게 하는 그의 증명된 공식을 다시 고수했다. 이번에는 에릭 클랩튼이 그의 오랜 친구 해리 닐슨, 피터 프램프턴, 멀리사 맨체스터, 닥터 존, 그리고 전 비틀즈 멤버 존 레논, 폴 매카트니, 조지 해리슨과 함께 참가했다. 세션은 4월에 로스앤젤레스의 선셋 사운드 레코더에서 시작되었고, 결국 6월 12일에 체로키 레코딩 스튜디오로 이동했다. 스타는 이 세션에 레논과 그의 아내 오노 요코가 참여해 레논이 펜으로 쓴 〈Cookin' (In the Kitchen of Love)〉를 녹음했다. 레논은 노래의 시작 부분에서 들리는 피아노 대사를 연주했는데, 그가 1980년까지 5년간 음악 수련회 동안 녹음한 것으로 알려진 유일한 스튜디오 녹음이었다.

## 곡 목록
| #  | 제목                         | 작사·작곡                  | 재생 시간 |
| -- | ---------------------------- | -------------------------- | --------- |
| 1. | 〈A Dose of Rock 'n' Roll〉  | 카를 그로즈만              | 3:24      |
| 2. | 〈Hey! Baby〉                | 마거릿 콥, 브루스 채널     | 3:11      |
| 3. | 〈Pure Gold〉                | 폴 매카트니                | 3:14      |
| 4. | 〈Cryin'〉                   | 리처드 스타키, 비니 폰치아 | 3:18      |
| 5. | 〈You Don't Know Me at All〉 | 데이브 조던                | 3:16      |

| #  | 제목                                 | 작사·작곡                        | 재생 시간 |
| -- | ------------------------------------ | -------------------------------- | --------- |
| 1. | 〈Cookin' (In the Kitchen of Love)〉 | 존 레논                          | 3:41      |
| 2. | 〈I'll Still Love You〉              | 조지 해리슨                      | 2:57      |
| 3. | 〈This Be Called a Song〉            | 에릭 클랩튼                      | 3:14      |
| 4. | 〈Las Brisas〉                       | 스타키, 낸시 앤드루스            | 3:33      |
| 5. | 〈Lady Gaye〉                        | 스타키, 폰시아, 클리포드 T. 워드 | 2:57      |
| 6. | 〈Spooky Weirdness〉                 | 미상                             | 1:26      |